# (3620) Platonov
(3620) Platonov ist ein Asteroid des Hauptgürtels, der am 7. September 1981 von der ukrainisch-sowjetischen Astronomin Ljudmyla Karatschkina an der Zweigstelle Nautschnyj des Krim-Observatoriums (IAU-Code 095) in Nautschnyj entdeckt wurde.
Der Asteroid gehört zur Eos-Familie, einer Gruppe von Asteroiden, welche typischerweise große Halbachsen von 2,95 bis 3,1 AE aufweisen, nach innen begrenzt von der Kirkwoodlücke der 7:3-Resonanz mit Jupiter, sowie Bahnneigungen zwischen 8° und 12°. Die Gruppe ist nach dem Asteroiden (221) Eos benannt. Es wird vermutet, dass die Familie vor mehr als einer Milliarde Jahren durch eine Kollision entstanden ist.
(3620) Platonov wurde nach dem russischen Schriftsteller Andrei Platonowitsch Platonow (1899–1951) benannt, dessen Werke den Existentialismus vorwegnahmen.